# حسین آشنا
حسین آشنا (انگلیسی: Hossein Ashena؛ زادهٔ ۸ اوت ۱۹۸۰) بازیکن فوتبال اهل ایران است.
از باشگاه‌هایی که در آن بازی کرده‌است می‌توان به باشگاه فوتبال پیکان، باشگاه فوتبال راه‌آهن، باشگاه فوتبال سایپا، باشگاه فوتبال فجر سپاسی، باشگاه فوتبال صنعت نفت آبادان، باشگاه فوتبال فولاد خوزستان و باشگاه فوتبال نفت تهران اشاره کرد.